# Vieux-Moulin (Oise)
Vieux-Moulin ist eine französische Gemeinde mit 600 Einwohnern (Stand: 1. Januar 2022) im Département Oise in der Region Hauts-de-France. Sie gehört zum Arrondissement Compiègne und zum Kanton Compiègne-2. Die Einwohner werden Vieux-Moulinois genannt.

## Geografie
Die Gemeinde Vieux-Moulin liegt etwa neun Kilometer ostsüdöstlich von Compiègne inmitten des Waldes von Compiègne. Umgeben wird Vieux-Moulin von den Nachbargemeinden Compiègne im Westen und Norden, Trosly-Breuil im Nordosten und Osten, Cuise-la-Motte im Osten, Pierrefonds im Südosten sowie Saint-Jean-aux-Bois im Süden und Südwesten. Die nördliche Gemeindegrenze markiert die Aisne.

## Bevölkerungsentwicklung
| Jahr                       | 1962 | 1968 | 1975 | 1982 | 1990 | 1999 | 2006 | 2013 | 2021 |
| -------------------------- | ---- | ---- | ---- | ---- | ---- | ---- | ---- | ---- | ---- |
| Einwohner                  | 505  | 426  | 409  | 418  | 495  | 579  | 628  | 626  | 597  |
| Quellen: Cassini und INSEE |      |      |      |      |      |      |      |      |      |

## Sehenswürdigkeiten
- Kirche Saint-Mellon
- Pavillon der Kaiserin Eugénie von 1857
- Coelestiner-Priorat in Saint-Pierre-des-Chastres
- Forthaus von Saint-Pierre-des-Chastres

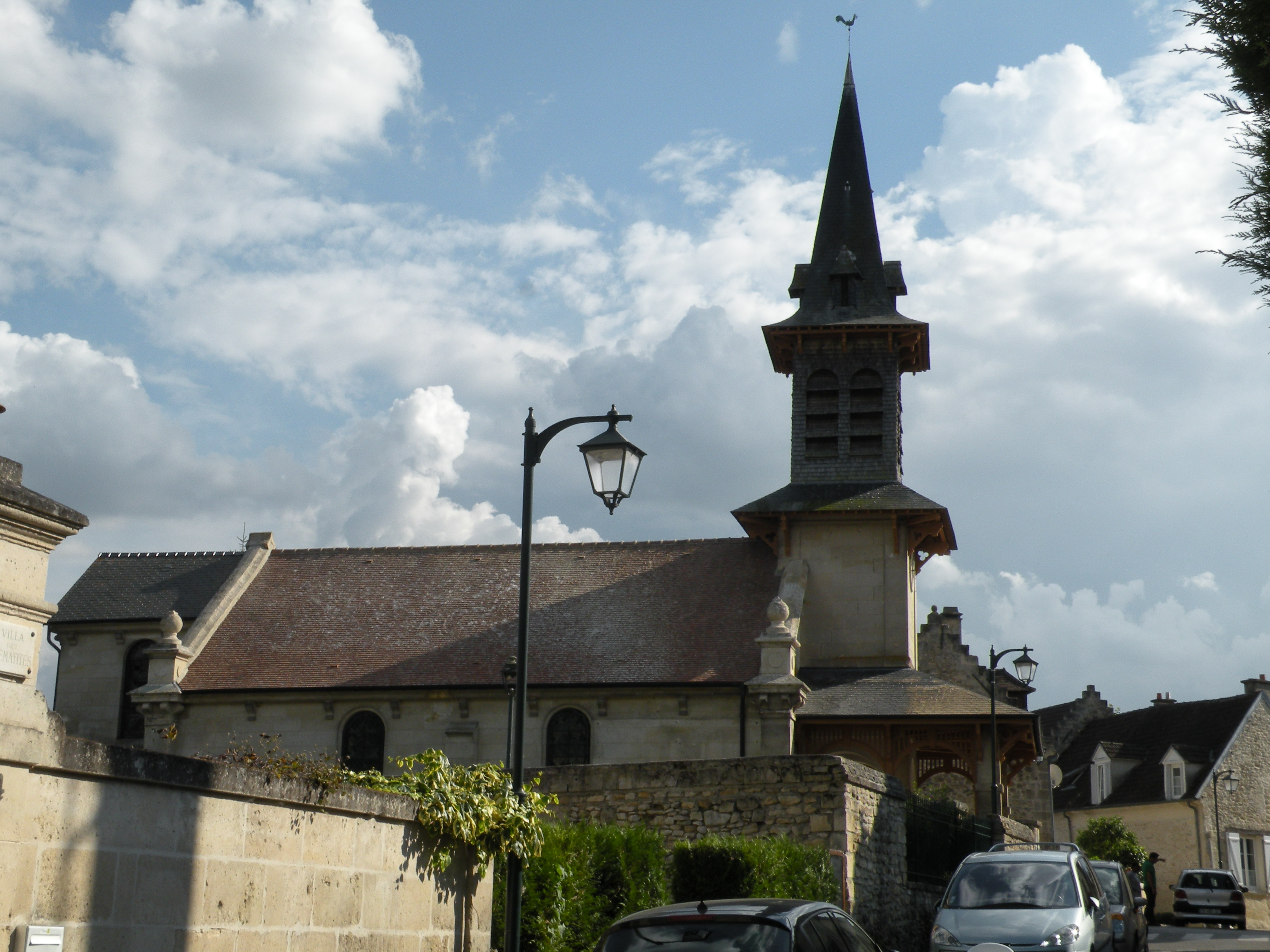
Kirche Saint-Mellon
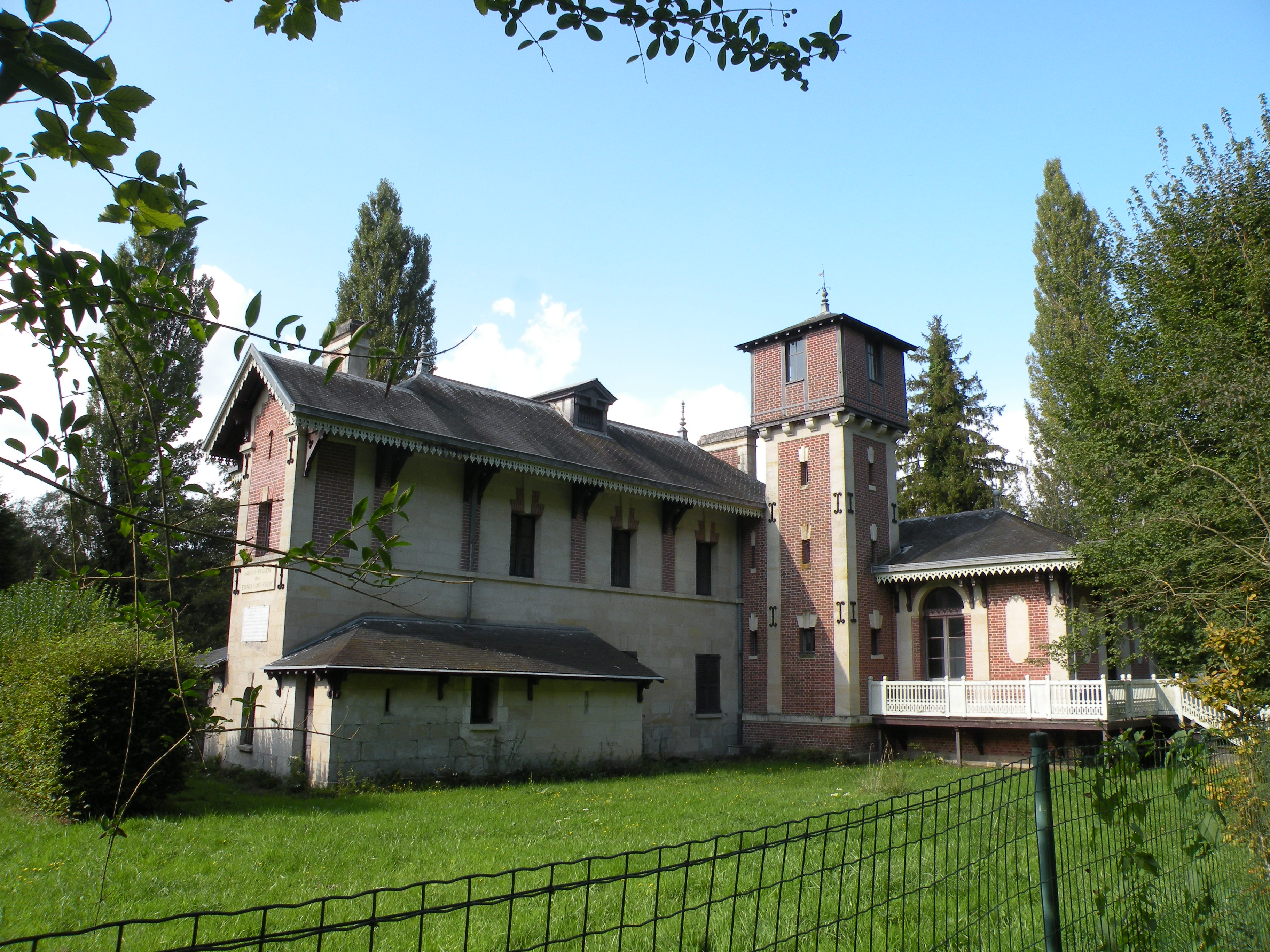
Pavillon der Kaiserin Eugénie
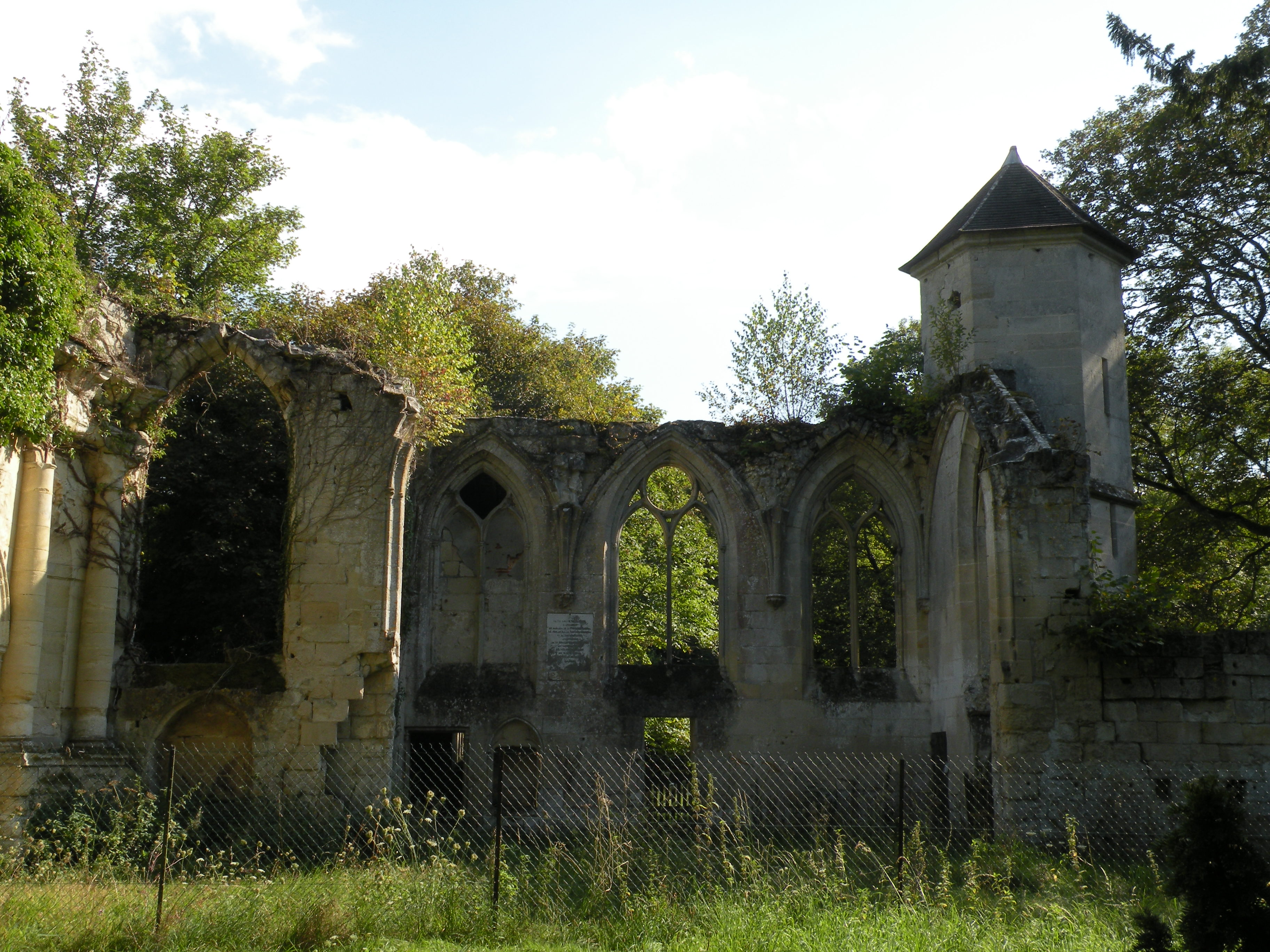
Coelestinerpriorat
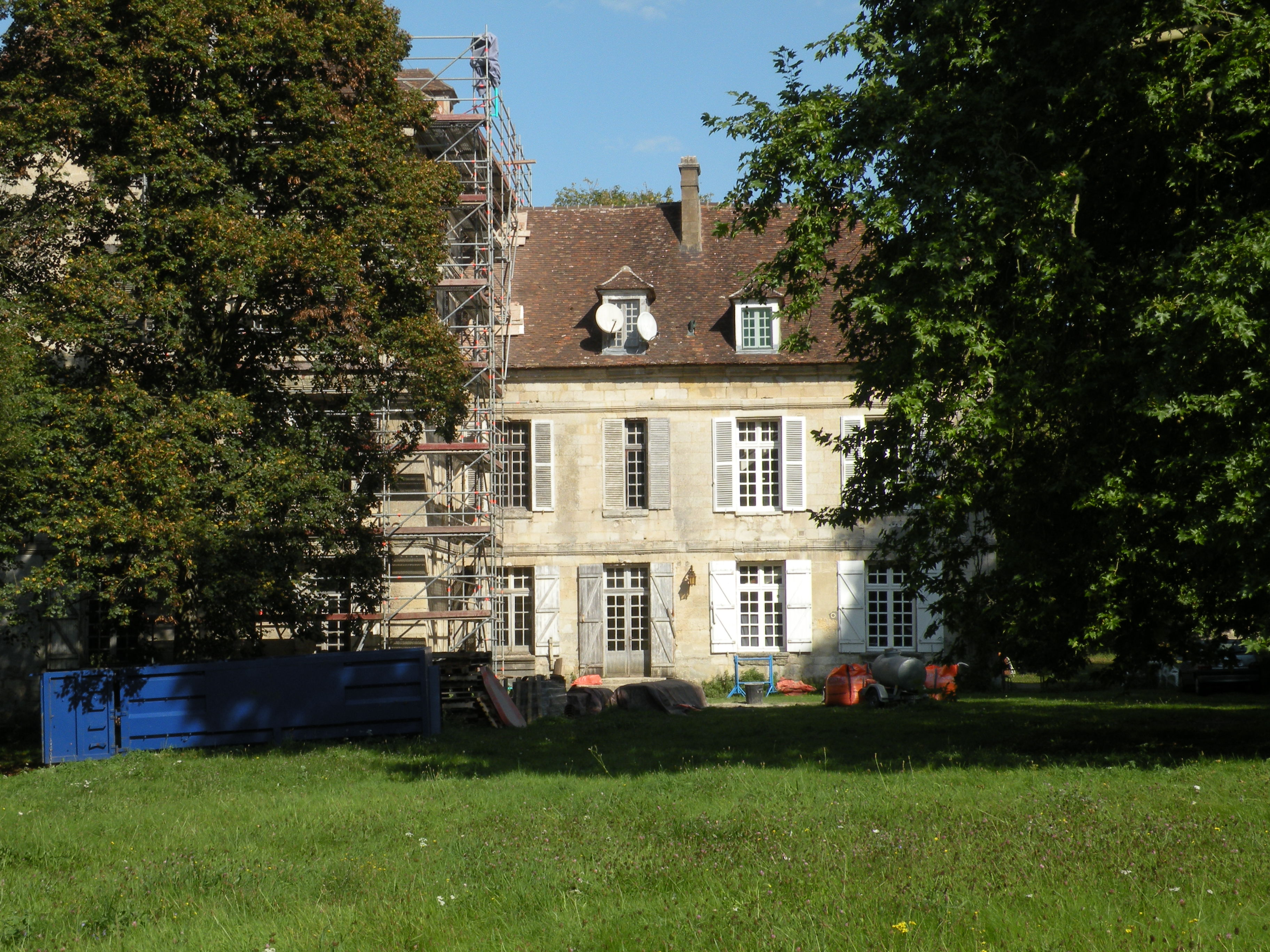
Forsthaus

## Persönlichkeiten
- Eugène Lefèvre-Pontalis (1862–1923), Kunsthistoriker und Archäologe